# Bartella
Bartella (Syrisch:ܒܪܛܠܐ; Arabisch: برطلّة) is een stad in het noordelijke deel van Irak, gelegen in de Vlakte van Nineve, ongeveer 20 kilometer ten oosten van Mosoel. De stad maakt deel uit van het Al-Hamdaniya District in het gouvernement Ninawa.
De bevolking van Bartella bestond voorheen grotendeels uit Arameeërs van het Syrisch-katholieke geloof. Sinds de opkomst en bezetting door IS in 2014 is het demografisch landschap echter sterk veranderd. Voor de bezetting telde de stad naar schatting 30.000 inwoners, hoofdzakelijk Arameeërs. Sinds de bevrijding op 20 oktober 2016 door de Iraakse Speciale Eenheden, ondersteund door de Nineveh Plain Protection Units (NPU) en de PMF Brigade 30, is het aantal inwoners gedaald naar ongeveer 15.000, met een toename van het aantal Shabakken, die nu naar schatting 35% of meer van de bevolking uitmaken.
De stad heeft zwaar geleden onder de bezetting en nasleep van IS. Veel christelijke inwoners zijn nog niet teruggekeerd uit angst voor vervolging of intimidatie, onder meer door de aanwezigheid van sjiitische milities.

## Bevolking
Bartella was traditioneel een christelijk-Aramese stad, maar de recente geschiedenis heeft geleid tot veranderingen in de samenstelling van de bevolking. De Shabakken, een etnisch-religieuze minderheid, zijn de laatste jaren, na uitdrijving van de christenen door ISIL meer aanwezig geworden in de stad, wat spanningen met zich meebrengt.